# Chrysotus hirtipes
Chrysotus hirtipes är en tvåvingeart som beskrevs av Van Duzee 1924. Chrysotus hirtipes ingår i släktet Chrysotus och familjen styltflugor. Inga underarter finns listade i Catalogue of Life.